# ベカ・シャンクラシュヴィリ
ベカ・シャンクラシュヴィリ(グルジア語: ბექა შანყულაშვილი, 英語: Beka Shankulashvili, 1990年3月30日 - )は、ジョージア（旧称グルジア）出身の男性フィギュアスケート選手(男子シングル)。2009年世界フィギュアスケート選手権ジョージア代表。

## 主な戦績
| 2008-2009 シーズン   |                                                        |          |          |           |
| 開催日               | 大会名                                                 | SP       | FS       | 結果      |
| 2009年3月25日 - 26日 | 2009年世界フィギュアスケート選手権（ロサンゼルス）     | 40 42.8  | -        | 40        |
| 2009年2月25日 - 26日 | 2009年世界ジュニアフィギュアスケート選手権（ソフィア） | 38 30.74 | -        | 38 30.74  |
| 2009年1月20日 - 25日 | 2009年ヨーロッパフィギュアスケート選手権（ヘルシンキ） | 38 36.31 | -        | 38        |
| 2008年10月1日 - 5日  | ISUジュニアグランプリ ゴールデンリンクス（ホメリ）     | 18 42.45 | 14 82.67 | 14 125.12 |
| 2008年9月17日 - 21日 | ISUジュニアグランプリ チェコスケート（オストラヴァ）   | 14 45.23 | 14 81.93 | 13 127.16 |